# 1981年欧洲冠军杯决赛
1981年欧洲冠军杯决赛是1981年5月27日在巴黎王子公园体育场举行的一场足球比赛，以决出1980–81年欧洲冠军杯的冠军。对阵双方为来自英格兰的利物浦和来自西班牙的皇家马德里。其中利物浦已是第三次进入欧洲冠军杯决赛，并曾在1977年和1978年顺利夺冠。皇家马德里则是第九次参加欧洲冠军杯决赛，并夺得了其中的六次冠军。
每支球队均需要通过四个阶段的角逐以晋级决赛。每一阶段均为两回合淘汰赛制，在对阵双方的主场各进行一场比赛。利物浦的晋级之路较为平坦，唯半决赛对阵拜仁慕尼黑是依靠作客入球優惠制淘汰对手，但他们在其他各阶段中都至少能净胜5球晋级。皇家马德里的比赛则介乎于比分接近和轻松获胜之间：第一圈他们以总比分7比2击败利默里克，但在进入决赛前的两阶段赛事中都只能取得2个入球。
在现场48,360名观众的注视下，双方在决赛的上半场互交白卷。利物浦在下半场率先由艾伦·肯尼迪射入1球，此后他们将1比0的比分维持至终场，确保了利物浦第3次夺得欧冠奖杯，这也是英格兰足球俱乐部的连续第5次欧冠决赛胜利。利物浦主教练卜·皮士利则成为历史上首位3夺欧冠的主教练。

## 晋级过程

### 利物浦
利物浦是通过赢得1979年至1980年英格兰足球联赛，而以英格兰冠军的身份参加本届欧洲冠军杯。他们在第一圈的对手是芬兰冠军奥卢漩涡。首回合在芬兰的拉埃蒂体育场进行，双方以1比1握手言和。在第二回合，利物浦回到自己的主场，安菲尔德球场后以10比0大获全胜。其中队内的两位球员及特里·麦克德莫特均上演了帽子戏法。利物浦遂以11比1的总比分轻松晋级。
在第二圈中，利物浦抽到的对手是苏格兰球队阿伯丁。在阿伯丁主场皮托德里球場进行的首回合比赛中，利物浦凭借麦克德莫特在第5分钟的入球以1比0小胜。次回合回到安菲尔德球场后，他们再以4比0获胜，从而以5比0的总比分晋级。利物浦将在四分之一决赛面对来自保加利亚的索菲亚中央陆军。首回合比赛在英格兰进行，依靠索内斯再次上演的帽子戏法及麦克德莫特和的各入1球，确保了利物浦以5比1获胜。而次回合在瓦希尔·列夫斯基国家体育场，利物浦礼貌性的仅以1比0战胜对手，从而以6比1的总比分晋级半决赛。
利物浦在半决赛中面对的是西德冠军拜仁慕尼黑。在英格兰进行的首回合比赛以平局收场。利物浦需要在次回合取得入球才可能晋级决赛。在慕尼黑奥林匹克体育场进行的次回合比赛初段，利物浦便遭到打击：前锋因伤不得不被缺乏经验的年轻球员霍华德·盖尔换下。然而盖尔却能够抓住这次机会，利用他的进攻威胁搅乱了拜仁的防守。在第7分钟，雷·肯尼迪的入球帮助利物浦以1比0领先。拜仁很快便由将比分扳平，但由于作客入球優惠制的规定，他们仍然需要再入1球。拜仁最终无法做到这一点，使得利物浦在近五个赛季内第三次进军欧冠决赛。

### 皇家马德里
皇家马德里是通过赢得1979年至1980年西班牙足球甲级联赛，而以西班牙冠军的身份参加本届欧洲冠军杯。爱尔兰冠军利默里克成为了他们在第一圈的对手。首回合利默里克在兰斯当路球场先开纪录，但皇家马德里随后连入两球而以2比1获胜。次回合在伯纳乌球场进行，主场作战的皇马再以5比1获胜，从而以7比2的总比分晋级。
他们在第二圈中的对手是匈牙利冠军布达佩斯捍卫者。桑蒂拉纳的入球确保了皇家马德里首回合在西班牙以1比0获胜。而凭借劳里·坎宁安和弗朗西斯科·加西亚·埃尔南德斯的两个入球，皇家马德里在捍卫者的主场博西克競技場又以2比0获胜，从而以3比0的总比分淘汰对手。
在四分之一决赛中，皇家马德里面对的是来自苏联的冠军莫斯科斯巴达。首回合在迪纳摩列宁体育场双方战成0比0，使得两队仍然维持均势进入西班牙的次回合比赛。依靠伊西德罗在下半场的梅开二度，皇马以2比0获胜，并以相同的总比分晋级。
在半决赛与皇家马德里对阵的是意大利冠军国际米兰。皇家马德里凭借桑蒂拉纳和华尼托的入球以2比0赢得了在西班牙进行的首回合比赛。因此在次回合中，国际米兰也需要再入2球方可将比赛拖入加时赛。但他们最终只取得1个入球，从而使得皇家马德里能够以2比1的总比分晋级，历史上第9次进入欧冠决赛。

### 决赛之路
| 利物浦         | 利物浦  | 利物浦   | 利物浦    | 阶段         | 皇家马德里     | 皇家马德里 | 皇家马德里 | 皇家马德里 |
| -------------- | ------- | -------- | --------- | ------------ | -------------- | ---------- | ---------- | ---------- |
| 对手           | 总比分  | 首回合   | 次回合    |              | 对手           | 总比分     | 首回合     | 次回合     |
| 奥卢漩涡       | 11–1    | 1–1 (客) | 10–0 (主) | 第一圈       | 利默里克       | 7–2        | 2–1 (客)   | 5–1 (主)   |
| 阿伯丁         | 5–0     | 1–0 (客) | 4–0 (主)  | 第二圈       | 布达佩斯捍卫者 | 3–0        | 1–0 (客)   | 2–0 (主)   |
| 索菲亚中央陆军 | 6–1     | 5–1 (主) | 1–0 (客)  | 四分之一决赛 | 莫斯科斯巴达   | 2–0        | 0–0 (客)   | 2–0 (主)   |
| 拜仁慕尼黑     | 1–1 (a) | 0–0 (主) | 1–1 (客)  | 半决赛       | 国际米兰       | 2–1        | 2–0 (主)   | 0–1 (客)   |

## 决赛

### 背景

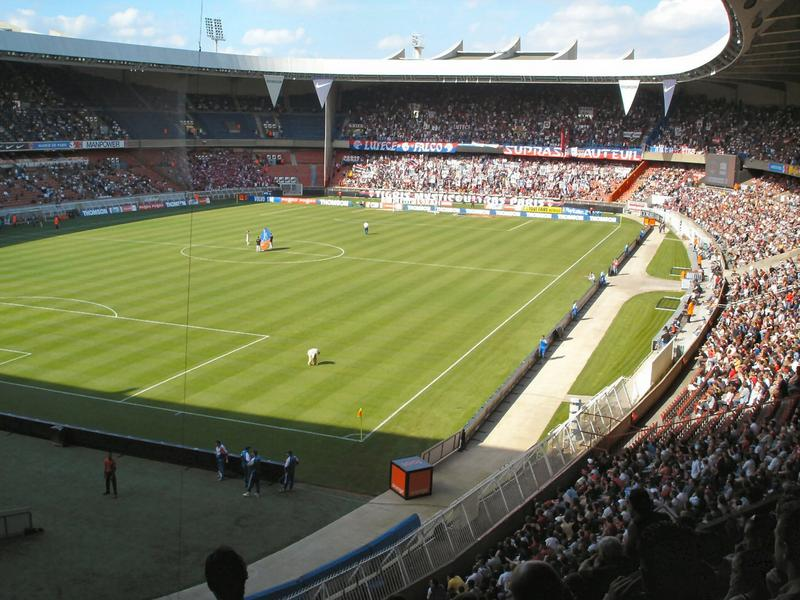
王子公园体育场是第三次举办欧冠决赛

利物浦是第三次参加欧洲冠军杯决赛，在此前2次的1977年和1978年决赛中，他们都顺利登顶。皇家马德里则是第九次出现在欧冠决赛，他们此前已经6次夺冠，其中包括在1956年至1960年期间创纪录的五连冠。他们的第6次胜利是在1966年，而仅有的2次失利则分别是1962年和1964年。
利物浦在1980年至1981年英格兰足球联赛中仅以第五名完赛，因此他们需要赢得欧冠决赛，以确保获得参加来季的欧洲冠军杯资格。尽管如此，利物浦还是在该赛季早些时候首次夺得了英格兰联赛杯，他们在这项决赛中以1比1被西汉姆联逼平，其后又通过重赛以2比1战胜对手。皇家马德里则在1980年至1981年西班牙足球甲级联赛中以亚军完赛，因此符合了参加下赛季欧洲联盟杯的资格，但若在欧冠决赛中获胜将使他们可以在来季继续参与欧洲冠军杯的角逐。
双方在赛前都遭遇了伤病的困扰。利物浦有多名球员的伤情尚不明朗。达格利什有数周没有参加训练，而艾伦·肯尼迪也因手腕骨折已经缺阵长达6周。皇家马德里方面的主要担忧则来自劳里·坎宁安，后者自上一年11月以来便没有再参加比赛。

### 进程
利物浦在开赛初段便控制了比赛。他们的首个得分机会出现在第11分钟，当艾伦·肯尼迪的30码开外远射被皇家马德里门将阿古斯丁·罗德里格斯扑出。更多的机会在随后又相继出现，但无论是麦克德莫特或是达格利什都未能破门得分。在此之后，皇家马德里开始施加更多的影响，华尼托在中场的传球也开始不断为利物浦制造麻烦。其中一脚传球找到了，后者突破了利物浦后卫艾伦·汉森，但他的射门却偏出了球门。尽管他们觅得了入球良机，但皇家马德里还必须依赖边锋坎宁安的出色发挥。然而坎宁安并未完全康复，他受到对手的严密盯防，对进攻的作用影响不大。
利物浦曾有机会领先结束上半场。菲尔·尼尔沿右路下底并找到了达格利什，后者在将球传给后又突破了皇家马德里的防线。他随后的射门虽然没有被阿古斯丁·罗德里格斯接住，但索内斯也未能得到反弹球。下半场的首次机会由皇家马德里获得。当时利物浦的防守球员已经停止了拼抢，因为他们误认为坎宁安在接球时已经越位，卡马乔随即得球单刀面对雷·克莱门斯所把守的大门。克莱门斯选择弃门出击冲向这位皇马中场，卡马乔试图吊射越过门将，但他的射门却高出横梁。
双方的战术方法都相互克制。皇家马德里的慢节奏穿插着突然的高速爆发，利物浦则青睐于更为谨慎的方式——保持控球并尽量利用他们的边锋。各种形式的盯人也相互抵消了对方的攻势，皇家马德里方面主要对利物浦的关键球员，例如达格利什和索内斯进行贴身盯防，而利物浦后卫则会盯防就近拿球的对手。
尽管双方的战术运用胶着，利物浦还是在第81分钟取得了入球。雷·肯尼迪手抛界外球至艾伦·肯尼迪脚下，他迅速带球沿左路奔袭，造成皇家马德里的措手不及。艾伦·肯尼迪突破了对方后卫拉斐尔·加西亚·科尔特斯后进入皇家马德里禁区，并在随即的射门中洞穿了阿古斯丁·罗德里格斯的十指关，为利物浦取得领先。此后不久，利物浦用中场球员吉米·凯斯换下达格利什以加强防守。尽管利物浦在皇家马德里全力压上进攻之际获得了扩大领先优势的机会，但后者门将阿古斯丁·罗德里格斯的多次扑救还是力保了己方球队不再失球。1比0的比分被维持到终场，利物浦从而捧起他们的第三座欧冠奖杯，并且成为首支获此成就的英格兰足球俱乐部。利物浦的胜利还意味着卜·皮士利成为欧冠历史上首位3夺冠军的主教练。

### 细节
| 1981年5月27日 20:15 CEST |

| 利物浦       | 1–0                | 皇家马德里 |
| ------------ | ------------------ | ---------- |
| A·肯尼迪 82' | 总览 报告 比赛中心 |            |

| 巴黎 王子公园体育场 觀眾人數：48,360人 ：保洛陶伊·卡罗伊（匈牙利） |

| 利物浦 | 皇家马德里 |

|           |    |                     |     |     |
|           |    |                     |     |     |
| GK        | 1  | 雷·克莱门斯         |     |     |
| RB        | 2  | 菲尔·尼尔           |     |     |
| LB        | 3  | 艾伦·肯尼迪         |     |     |
| CB        | 4  | 菲尔·汤普森         |     |     |
| LM        | 5  | 雷·肯尼迪           | 29' |     |
| CB        | 6  | 艾伦·汉森           |     |     |
| CF        | 7  | 蘇格蘭              |     | 85' |
| RM        | 8  | 英格兰              |     |     |
| CF        | 9  | 大卫·约翰逊         |     |     |
| CM        | 10 | 特里·麦克德莫特     |     |     |
| CM        | 11 | 蘇格蘭              |     |     |
| 替补：    |    |                     |     |     |
| MF        | 12 | 吉米·凯斯           |     | 85' |
| GK        | 13 | 斯蒂夫·奥格里佐维奇 |     |     |
| DF        | 14 | 科林·埃尔文         |     |     |
| DF        | 15 | 理查德·莫尼         |     |     |
| FW        | 16 | 霍华德·盖尔         |     |     |
| 主教练：  |    |                     |     |     |
| 卜·皮士利 |    |                     |     |     |

|                 |    |                          |     |     |
|                 |    |                          |     |     |
| GK              | 1  | 阿古斯丁·罗德里格斯      |     |     |
| DF              | 2  | 拉斐尔·加西亚·科尔特斯   |     | 87' |
| DF              | 3  | 西班牙                   |     |     |
| MF              | 4  | 西德                     | 59' |     |
| DF              | 5  | 安德烈斯·萨比多          |     |     |
| MF              | 6  | 西班牙                   |     |     |
| FW              | 7  | 华尼托                   |     |     |
| MF              | 8  | 安赫尔·德·洛斯桑托斯     |     |     |
| FW              | 9  | 桑蒂拉纳                 |     |     |
| DF              | 10 | 安东尼奥·加西亚·纳瓦哈斯 |     |     |
| FW              | 11 | 劳里·坎宁安              |     |     |
| 替补：          |    |                          |     |     |
| GK              |    | 米格尔·安赫尔            |     |     |
| DF              |    | 伊西多罗·圣何塞          |     |     |
| MF              |    | 安赫尔                   |     |     |
| MF              |    | 埃尔南德斯               |     |     |
| MF              | 16 | 弗朗西斯科·皮内达        |     | 87' |
| 主教练：        |    |                          |     |     |
| 武亚丁·博斯科夫 |    |                          |     |     |